# 北見温泉
北見温泉（きたみおんせん）は、北海道北見市留辺蘂町泉にある温泉。「北見ポン湯温泉」とも。同じ市内の温根湯温泉よりも東側に位置する。

## 泉質
- 単純温泉。アルカリ性で透明。硫黄臭あり。

## 温泉街
民間宿泊施設1軒。共同浴場等はないので、宿泊施設の日帰り入浴を使用。

### レジャースポット
- 北見市留辺蘂町旭運動公園（野球場、体育館、弓道館など。なお、弓道館には、1989年に開催された「はまなす国体」の弓道競技会場となったことを記念して、当時の資料などが展示されている国体記念室がある）
- 八方台森林公園（冬季にはスキー場にもなる）
- まきばの里（ポニーの乗馬体験やバーベキューなどが楽しめる）

## 歴史
アイヌの人々からは「ポンユ(小さい・湯)」と呼ばれ、古くから知られていた。
源泉は2本あり、古くからの方は38度、後にボーリングを行った方は42度だが、ともに泉質は同じ。

## アクセス
- 鉄道 : 石北本線留辺蘂駅から車で10分程度。
- 車 : 国道39号線沿い。